# 近鱿属
近鱿属（学名：Plesioteuthis）是一类已灭绝的鱿鱼，属于近鱿科。该属最初于1859年被描述，其化石是在德国著名的松霍芬田野中发现的。

## 物种
该属中的物种包括：
- †远古近鱿 Plesioteuthis prisca（模式种）（Rueppel，1829）
- †Plesioteuthis subovata（G.G.Münster，1846）[1]

Plesioteuthis arcuata不被视为该属的一员。由于从未在化石中发现八个以上的腕，因此该属连同其近亲（包括菱鱿属（Rhomboteuthis）、陶乐鱿属（Dorateuthis）和北方鳞鱿属（Boreopeltis））通常被认为是已灭绝的章鱼（八腕目）。但是，近鱿属的喙的结构类似于十腕总目的喙。

## 化石记录

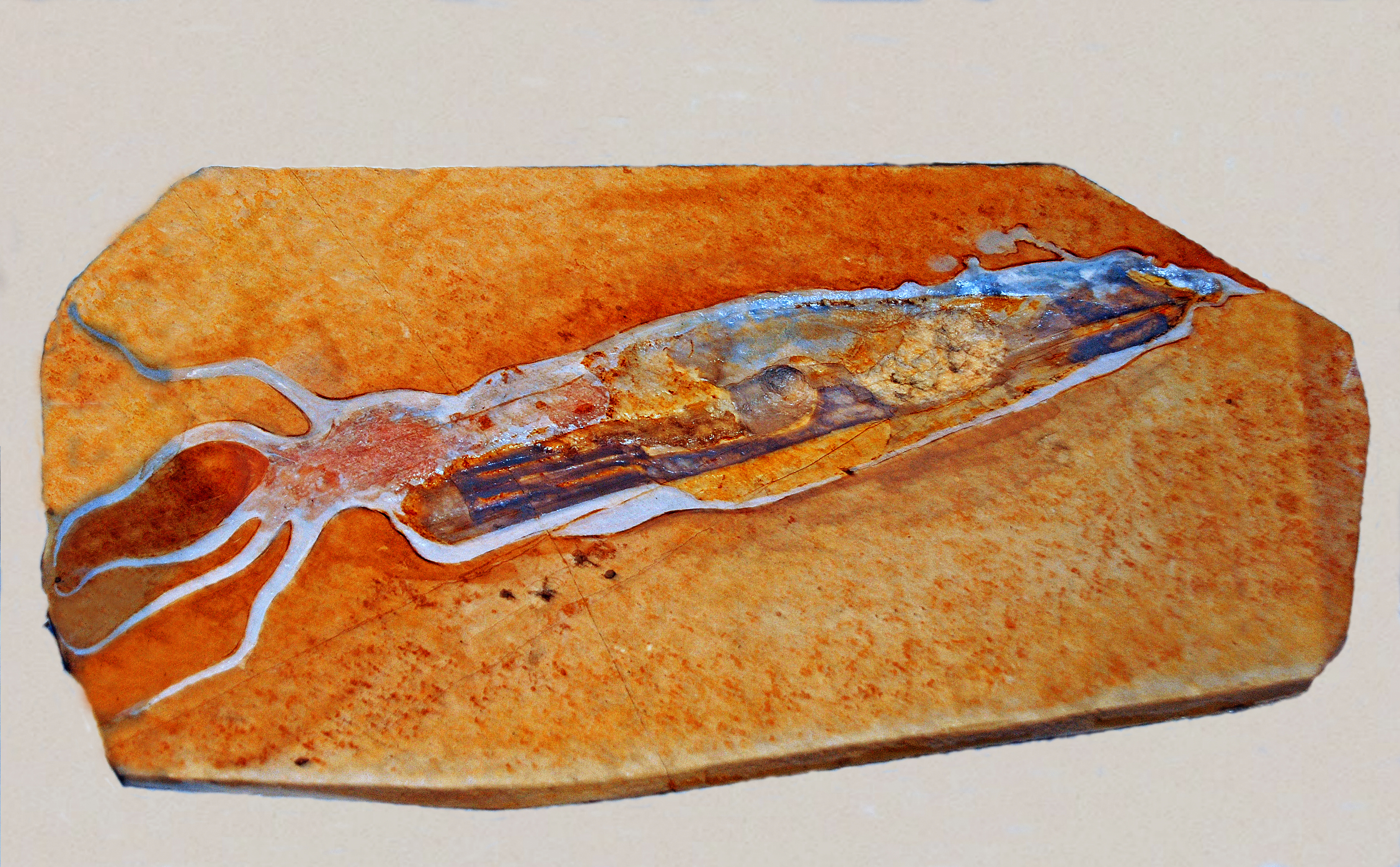
远古近鱿的化石，来自于德国松霍芬的侏罗纪地层

这些乌贼生活在上侏罗纪（155.7至150.8百万年前），它们的化石是在德国发现的。

## 描述
这些动物与现存的乌贼非常相似，但是它们的流线型身体更薄，并有着相当大的身体。唯一已知的“墨鱼骨”或称内壳体可以达到约30厘米（12英寸）的长度。
在化石中，内壳体通常被压碎或压平，以隐藏朝向后方的小型稳定器。触手的痕迹经常被保存下来。
在它们旁边，有时有喙和嘴的痕迹。软部部分上的某些磷酸化的痕迹保留了近鱿属背上明显的条纹。

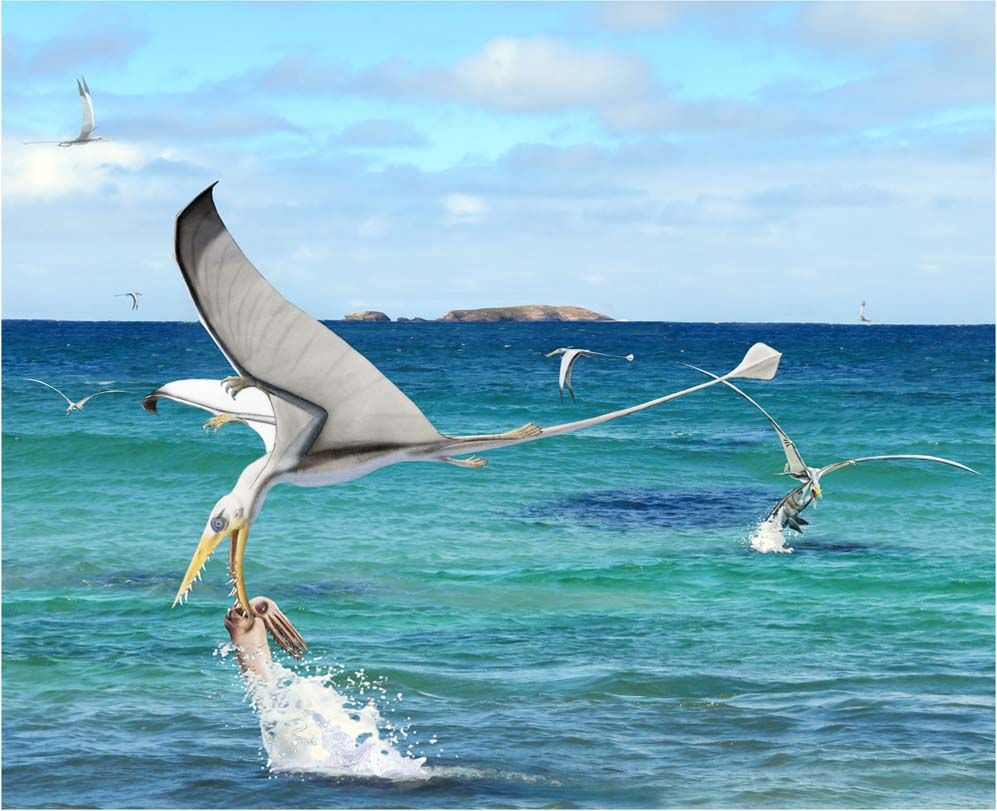
P. subovata正在被一只喙嘴翼龙属捕食

在身体中间有一个类似纽扣的器官，通常保存的颜色比化石的其他部分要深。这个结构就是墨囊。

## 古生物学
它们是生活在澙湖、浅水和暗礁中的迅捷的游泳性食肉动物。